# Netwerk (algemeen)
Een netwerk is een geheel van met elkaar verbonden punten (of entiteiten of dingen). Deze punten en hun verbindingen kunnen zowel fysiek als abstract zijn. Met abstract wordt hier het tegenovergestelde van concreet, tastbaar, bedoeld.
Voorbeeld van een fysiek netwerk:
- een net (bijvoorbeeld een vangnet, visnet, klamboe)
- een hekwerk (bijvoorbeeld kippengaas, schapengaas)
- een elektrisch netwerk.

Voorbeelden van abstracte netwerken:
- een datacommunicatie-, computer-, televisienetwerk. Deze abstracte netwerken maken dus uiteindelijk gebruik van één of meer fysieke netwerken, zoals een (tastbaar) kabelnetwerk.

Er kunnen meerdere hiërarchische lagen in abstracte netwerken bestaan. Elk zo'n abstract netwerk (dus ieder als 'concept' van abstractie) zal gebruikmaken van een lager abstract netwerk of ten minste van een fysiek netwerk. Voorbeeld: een computernetwerk. Een computernetwerk is een hogere abstractie en maakt gebruik van een datacommunicatienetwerk. Een datacommunicatienetwerk op zijn beurt maakt weer gebruik van onder andere elektronische schakelingen en telecommunicatiekanalen. Dat zijn ook weer een abstracte netwerken. Uiteindelijk maken deze weer gebruik van verbonden elektronische componenten en elektrische kabels, draden of straling. Als laatste dus fysiek, tastbaar.
Hiërarchieën van abstracte netwerken kunnen verwarrend werken; het is van belang inzicht te hebben in de hiërarchische positie van een bepaalde netwerklaag.